# Ambulyx clavata
Espèce
Ambulyx clavata est une espèce d'insectes lépidoptères de la famille des Sphingidae, sous-famille des Smerinthinae, tribu des Ambulycini, et du genre Ambulyx.

## Description

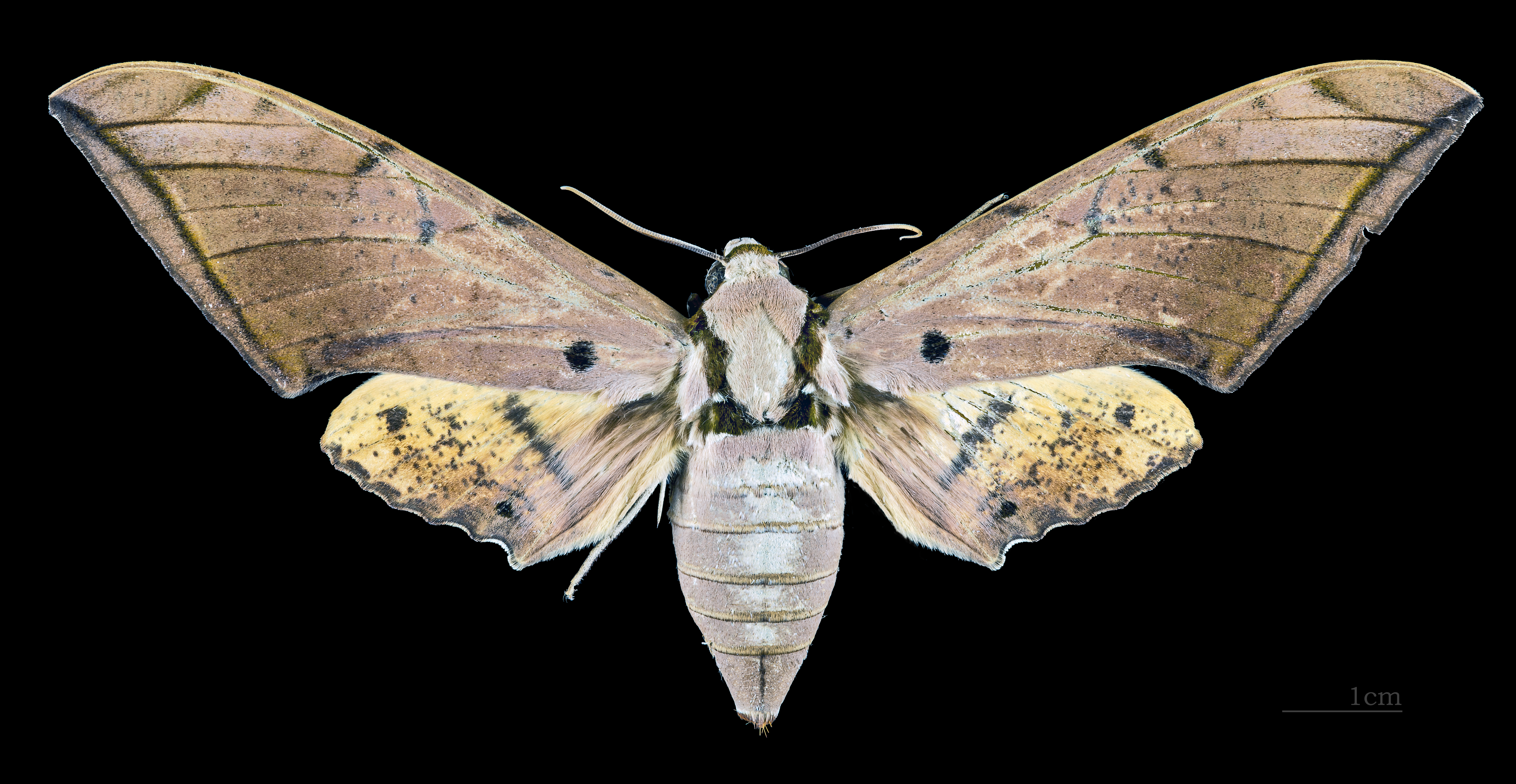
Face dorsale de la femelle (coll.MHNT)
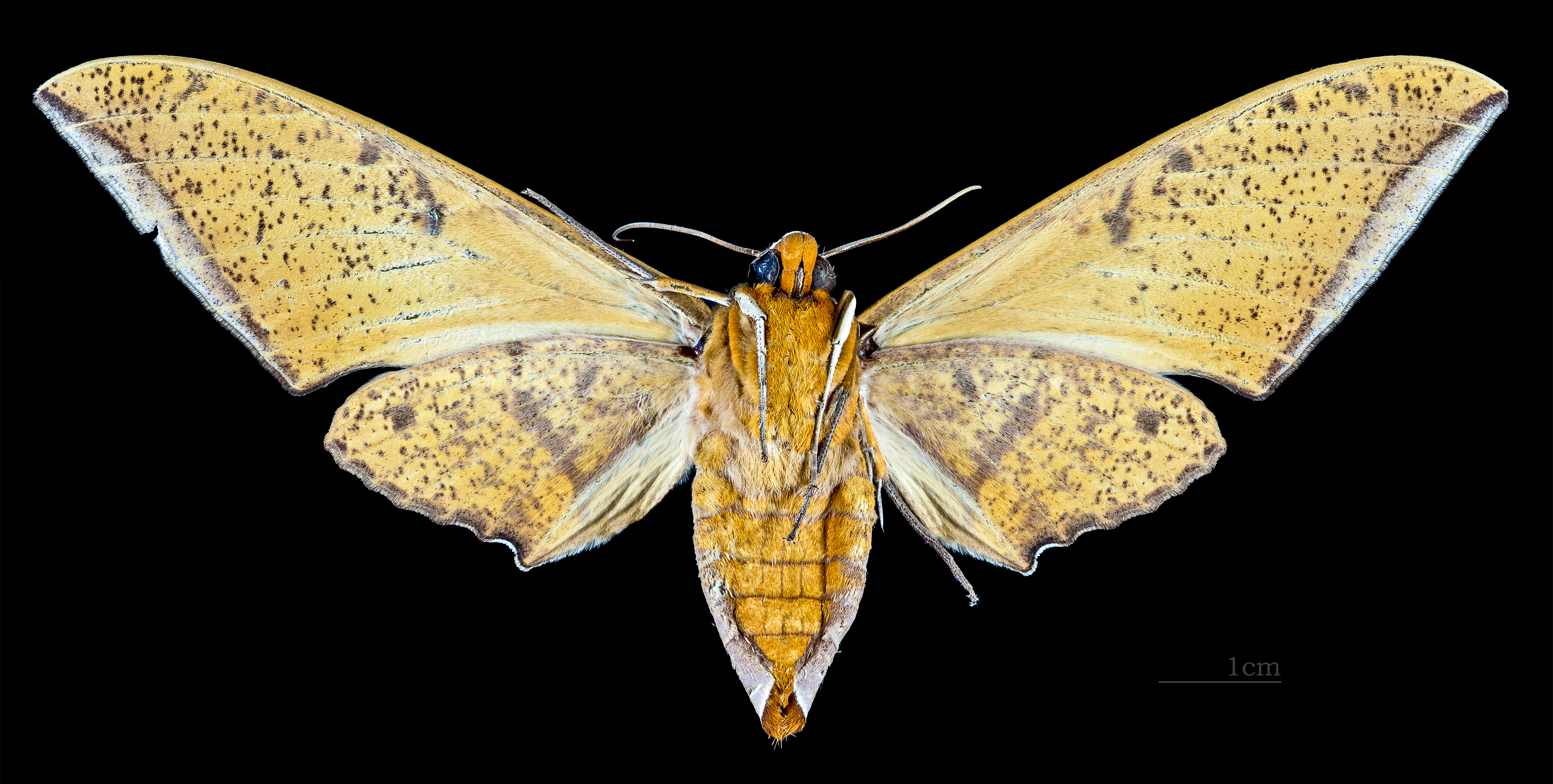
Revers de la femelle (coll.MHNT)

## Distribution
Il est connu au Sundaland et en Thailande.

## Biologie
Les larves se nourrissent sur les espèces du genre Lagerstroemia. 

## Systématique
- L'espèce Ambulyx clavata a été décrite par l'entomologiste allemand Karl Jordan en 1929, sous le nom initial de Oxyambulyx clavata[1].
- La localité type est  Borneo, Kina Balu

### Synonymie
- Oxyambulyx clavata Jordan, 1929 Protonyme